# Championnat d'Ouzbékistan de football 2015
Navigation
Saison précédente Saison suivante
La saison 2015 du Championnat d'Ouzbékistan de football est la vingt-troisième édition de la première division en Ouzbékistan, organisée sous forme de poule unique, l'Oliy Liga, où toutes les équipes se rencontrent deux fois au cours de la saison. En fin de saison, le dernier du classement est relégué tandis que l’avant-dernier doit disputer un barrage de promotion-relégation.
C'est le Pakhtakor Tachkent, tenant du titre, qui remporte à nouveau le titre après avoir terminé invaincu en tête du classement final, avec un seul point d'avance sur le Lokomotiv Tachkent et treize sur Nasaf Qarshi. C'est le onzième titre de champion d'Ouzbékistan de l'histoire du club.

## Qualifications continentales
Quatre places en Ligue des champions de l'AFC sont attribuées en fin de saison : les trois premiers se qualifient pour la phase de groupes de la compétition, le quatrième obtient son billet pour les barrages de cette même compétition.

## Clubs participants
- Pakhtakor Tachkent
- Neftchi Ferghana
- FK Bunyodkor
- Navbahor Namangan
- FK Bukhara
- Mash'al Mubarek
- PFK Shurtan Guzar - Promu de Birinchi Liga
- PFK Andijan
- Kokand 1912 - Promu de Birinchi Liga
- FK Kyzylkum Zarafshan
- FK AGMK
- Lokomotiv Tachkent
- PFK Dinamo Samarqand
- Nasaf Qarshi
- Metallurg Bekabad
- Sogdiana Jizzakh

## Compétition
Le barème de points servant à établir le classement se décompose ainsi :
- Victoire : 3 points
- Match nul : 1 point
- Défaite : 0 point

### Classement
| Rang | Équipe               | Pts | J  | G  | N | P  | Bp | Bc | Diff |
| ---- | -------------------- | --- | -- | -- | - | -- | -- | -- | ---- |
| 1    | Pakhtakor TachkentT  | 75  | 30 | 24 | 3 | 3  | 66 | 23 | +43  |
| 2    | Lokomotiv Tachkent   | 74  | 30 | 23 | 5 | 2  | 66 | 22 | +44  |
| 3    | Nasaf QarshiC        | 62  | 30 | 19 | 5 | 6  | 46 | 20 | +26  |
| 4    | FK Bunyodkor         | 59  | 30 | 18 | 5 | 7  | 44 | 19 | +25  |
| 5    | Neftchi Ferghana     | 52  | 30 | 16 | 4 | 10 | 41 | 30 | +11  |
| 6    | FK AGMK              | 44  | 30 | 12 | 8 | 10 | 53 | 49 | +4   |
| 7    | Mash'al Mubarek      | 38  | 30 | 11 | 5 | 14 | 37 | 42 | -5   |
| 8    | Navbahor Namangan    | 37  | 30 | 11 | 4 | 15 | 40 | 51 | -11  |
| 9    | Metallurg Bekabad    | 36  | 30 | 10 | 6 | 14 | 44 | 38 | +6   |
| 10   | Qizilqum Zarafshon   | 34  | 30 | 10 | 4 | 16 | 38 | 49 | -11  |
| 11   | PFK Shurtan GuzarP   | 33  | 30 | 8  | 9 | 13 | 42 | 53 | -11  |
| 12   | Kokand 1912P         | 31  | 30 | 9  | 4 | 17 | 31 | 52 | -21  |
| 13   | PFK Andijan          | 28  | 30 | 8  | 4 | 18 | 27 | 56 | -29  |
| 14   | FK Bukhara           | 26  | 30 | 7  | 5 | 18 | 31 | 53 | -22  |
| 15   | Sogdiana Jizzakh     | 26  | 30 | 8  | 2 | 20 | 31 | 60 | -29  |
| 16   | PFK Dinamo Samarqand | 25  | 30 | 6  | 7 | 17 | 28 | 48 | -20  |

|  | Qualification pour la Ligue des champions de l'AFC 2016                                |
|  | Qualification pour le tour préliminaire de la Ligue des champions de l'AFC 2016        |
|  | Participation au barrage de promotion-relégation                                       |
|  | Relégation directe en ‘’Birinchi Liga’’                                                |
|  | T : Tenant du titre C : Vainqueur de la Coupe d'Ouzbékistan P : Promu de Birinchi Liga |

### Matchs

#### Barrage de promotion-relégation
| 25 novembre 2015 | Oqtepa FK (D2) | 1 - 2 | Sogdiana Jizzakh | Olmaliq Stadium, Olmaliq                           |                                                    |
| 14:00            |                |       |                  | Spectateurs : 5 439 Arbitrage : Valentin Kovalenko | Spectateurs : 5 439 Arbitrage : Valentin Kovalenko |

- Les deux clubs se maintiennent dans leur championnat respectif.

## Bilan de la saison
| Championnat d'Ouzbékistan de football 2015            |                                |
| Champion                                              | Pakhtakor Tachkent (11e titre) |
| Coupes et trophées                                    |                                |
| Vainqueur de la Coupe d'Ouzbékistan 2015              | Nasaf Qarshi                   |
| Qualifications continentales                          |                                |
| Ligue des champions de l'AFC 2016                     | Pakhtakor Tachkent             |
| Ligue des champions de l'AFC 2016                     | Lokomotiv Tachkent             |
| Ligue des champions de l'AFC 2016                     | Nasaf Qarshi                   |
| Ligue des champions de l'AFC 2016 (tour préliminaire) | FK Bunyodkor                   |
| Promotions et relégations                             |                                |
| Promus en Oliy Liga                                   | FK Obod Tachkent               |
| Relégués en Birinchi Liga                             | PFK Dinamo Samarqand           |